# Velika Kopašnica
Velike Kopašnice je naselje u gradu Leskovcu, Jablanički upravni okrug, Srbija. Prema popisu iz 2022. godine u Velikoj Grabovnici je živio 431 stanovnik.